# Иллюзия любви
«Иллюзия любви» (фр. Mal de pierres) — французский драматический фильм, снятый Николь Гарсией по мотивам романа Милены Агус «Каменная болезнь». Мировая премьера ленты состоялась 15 мая 2016 на Каннском кинофестивале.

## Сюжет
По мотивам одноимённого романа Милены Агус (en:Milena Agus) о женщине, которая, находясь в несчастливом браке, влюбляется в другого.
Действие происходит на юге Франции после Второй мировой войны. Главная героиня под давлением семьи выходит замуж за нелюбимого человека, но несмотря на его готовность сделать совместную жизнь счастливой, не может ответить взаимностью на его чувства. Во время пребывания в санатории в Альпах она знакомится с проходящим там лечение ветераном войны, в которого влюбляется.

## В ролях
| Марион Котийяр   | ···· | Габриэль Рабаскаль      |
| Алекс Брендемюль | ···· | Жозе                    |
| Луи Гаррель      | ···· | Андре Соваж             |
| Брижит Роюан     | ···· | Адель                   |
| Виктуар Дю Буа   | ···· | Жанин — сестра Габриэль |
| Алоиз Саваж      | ···· | Агостин                 |
| Виктор Киличини  | ···· | Марк Рабаскаль          |
| Даниэль Пара     | ···· | Мартен                  |

## Номинации
| Список наград и номинаций | Список наград и номинаций | Список наград и номинаций      | Список наград и номинаций                        | Список наград и номинаций | Список наград и номинаций |
| Кинопремия                | Дата церемонии            | Категория                      | Номинанты                                        | Результат                 | Ис.                       |
| ------------------------- | ------------------------- | ------------------------------ | ------------------------------------------------ | ------------------------- | ------------------------- |
| Каннский кинофестиваль    | 22 мая 2016               | «Золотая пальмовая ветвь»      | Николь Гарсия                                    | Номинация                 |                           |
| Премия «Люмьер»           | 30 января 2017            | Лучшая актриса                 | Марион Котийяр                                   | Номинация                 | [ 4 ]                     |
| Премия «Люмьер»           | 30 января 2017            | Лучший кинооператор            | Кристоф Бокарн                                   | Номинация                 | [ 4 ]                     |
| Премия «Сезар»            | 24 февраля 2017           | Лучший фильм                   | Ален Атталь, Николь Гарсия                       | Номинация                 | [ 5 ]                     |
| Премия «Сезар»            | 24 февраля 2017           | Лучшая режиссёрская работа     | Николь Гарсия                                    | Номинация                 | [ 5 ]                     |
| Премия «Сезар»            | 24 февраля 2017           | Лучшая актриса                 | Марион Котийяр                                   | Номинация                 | [ 5 ]                     |
| Премия «Сезар»            | 24 февраля 2017           | Лучший адаптированный сценарий | Николь Гарсия и Жак Фьески                       | Номинация                 | [ 5 ]                     |
| Премия «Сезар»            | 24 февраля 2017           | Лучший монтаж                  | Симон Жаке                                       | Номинация                 | [ 5 ]                     |
| Премия «Сезар»            | 24 февраля 2017           | Лучшая операторская робота     | Крстоф Бокарн                                    | Номинация                 | [ 5 ]                     |
| Премия «Сезар»            | 24 февраля 2017           | Лучшие костюмы                 | Катрин Летерье                                   | Номинация                 | [ 5 ]                     |
| Премия «Сезар»            | 24 февраля 2017           | Лучший звук                    | Жан-Пьер Дюре, Сильван Мальбро и Жан-Пьер Лафорс | Номинация                 | [ 5 ]                     |